# Paul Ier Esterházy
 (juin 2019).
Dans le nom hongrois Esterházy Pál, le nom de famille précède le prénom, mais cet article utilise l’ordre habituel en français Pál Esterházy, où le prénom précède le nom.
Le prince Paul Ier Esterházy de Galántha (en hongrois : galánthai herceg Esterházy Pál ; en allemand : Paul Fürst Esterházy von Galántha), né le 8 septembre 1635 et mort le 26 mars 1713 à Kismarton (actuel Eisenstadt), est le premier prince de la  famille  Esterházy, Magnat  du royaume de  Hongrie; militaire, bâtisseur,  poète, mécène, collectionneur, humaniste, claveciniste et compositeur. 

## Biographie
Né à Kismarton alors dans le royaume de Hongrie, Paul est le troisième fils de Nicolas, comte Esterházy de Galántha et de sa seconde épouse, la baronne Krisztina Nyáry de Bedegh. Son père, Nicolas Esterházy, porte le titre de comte palatin du royaume de Hongrie. 
Paul Esterházy est élevé dans une atmosphère profondément religieuse et étudie dans des institutions jésuites à Graz et Nagyszombat, un collège fondé par son père Nicolas. À un âge précoce, il montre déjà des talents littéraires.
Le 16 août 1652, son frère Ladislas est tué dans la bataille contre les Turcs à Vezekény.

### Carrière militaire
Dès 1663, Paul Esterházy entre dans la carrière militaire, il participe activement à diverses batailles contre les Turcs ottomans au cours de la quatrième Guerre austro-turque (1663-1664) et la Grande guerre turque (1662-1669). En 1667, il est nommé au poste de maréchal impérial et commandant en chef de la frontière militaire du Royaume sud de la Hongrie. Tout en servant en tant que commandant en chef, Paul Esterházy défait les insurgés à Levoča et Győr. Les troupes de Paul Esterházy participent également à la coalition pour reprendre Vienne en 1683. Après la délivrance de Vienne, Paul Esterházy entre à Buda en 1686 à la tête de 20 000 hommes. Pendant ces guerres, les terres de sa famille sont dévastées et les habitants décimés.
Tout au long de sa vie et carrière, il reste fidèle aux Habsbourg et n'est pas impliqué dans le soulèvement de la noblesse hongroise dans les années 1670. Cette fidélité est récompensée par les Habsbourg en 1681, Paul Esterházy est nommé Palatin de Hongrie.
En 1671, le prince Paul Esterházy accueille quelque 3 000 juifs expulsés de Vienne par Léopold Ier et les installe comme fermiers sur les terres Esterházy à travers le Burgenland et fonde sept municipalités. Il a également pour préoccupation la recatholicisation des régions d'Europe centrale gagnées par les idées protestantes.
En 1681, Paul Esterházy est fait chevalier de l'Ordre autrichien de la Toison d'Or. Le 8 décembre 1687, Léopold Ier de Habsbourg, empereur du Saint-Empire romain, délivre un diplôme élevant Paul Esterházy au rang de prince du Saint-Empire Romain pour ses succès militaires contre les Turcs au cours de la reconquête de la Hongrie et en reconnaissance de sa fidélité à la Maison de Habsbourg. Le titre de prince sera par la suite étendu à ses descendants en 1712.
Le 9 décembre 1687, dans son rôle de Palatin, le prince Paul Esterházy pose la Couronne de saint Étienne sur la tête de l'archiduc Joseph d'Autriche.
En 1703, il combat de nouveau en allié des Habsbourg dans les guerres Kuruc.
De 1711 jusqu'à sa mort, Paul Esterházy sert comme gouverneur du comitat de Moson.
Le prince Paul Esterházy est mort à Eisenstadt le 26 mars 1713.  
Il a été enterré dans la crypte de la famille Esterházy, dans le monastère franciscain d'Eisenstadt,,. 

### Architecture et collections
Le prince Paul Esterházy convertit le château médiéval familial d'Eisenstadt en un palais baroque, le palais d'Esterházy. Les travaux de rénovation, commencés en 1663, durent près de dix ans. Les ajouts et transformations qu'il réalise constituent la façade actuelle. 
Avec l'architecte Domenico Carlone, Paul Esterházy agrandit, orne et fortifie le château de Forchtenstein qui abrite la salle des trésors ainsi qu'une vaste galerie de portraits des ancêtres de la famille Esterházy.

### Musique
Le prince Paul Esterházy est un musicien, compositeur et mécène des arts. Il compose de nombreuses cantates, dont les plus notables sont réunies sous le titre Harmonia Caelestis, un cycle de 55 cantates sacrées composées dans le style baroque et publié à Vienne en 1711.  Le prince est l'un des principaux compilateurs des Trophaeum Domus Inclyta Restaurations. 
Il joua le rôle de mécène pour les arts et la littérature. Il fonde la chapelle privée Esterházy, connue pour ses chanteurs solistes, chœurs et orchestres. 